# GSC3609-469
GSC3609-469 — хімічно пекулярна зоря спектрального класу A2, що має видиму зоряну величину в смузі V приблизно  9,7.

## Пекулярний хімічний склад
Зоряна атмосфера GSC3609-469 має підвищений вміст 
Si
.